# Banjar Lopak
Banjar Lopak is een bestuurslaag in het regentschap Kuantan Singingi van de provincie Riau, Indonesië. Banjar Lopak telt 604 inwoners (volkstelling 2010).